# Championnat de France des rallyes 2000
Navigation
Édition précédente Édition suivante
La saison 2000 du Championnat de France des rallyes voit le 3e sacre consécutif de Philippe Bugalski aux commandes de la Citroën Xsara T4, future Citroën Xsara WRC. Sur sept départs, le pilote de Vichy l'emportera à sept reprises, soit un sans-faute (auxquels on ajoutera une autre victoire en fin de saison dans le cadre du championnat « Terre »). Avec ceci on remet une victoire de classe au Tour de Corse avec la Saxo Kit-Car. C'est ce que la presse spécialisée appellera sous un jeu de mots : « le Bug de l'an 2000 ».

## Réglementation du championnat
Voici quelques points principaux de la réglementation :
- Barème des points :

Les points sont attribués au scratch et à la classe selon le système suivant :
| Place   | 1er | 2e | 3e | 4e | 5e | 6e | 7e | 8e | 9e | 10e |
| ------- | --- | -- | -- | -- | -- | -- | -- | -- | -- | --- |
| Général | 20  | 16 | 14 | 12 | 10 | 9  | 8  | 7  | 6  | 5   |
| Classe  | 10  | 8  | 6  | 4  | 2  |    |    |    |    |     |

Seuls les six meilleurs résultats sont retenus. Le Tour de Corse a un coefficient de 0.5.
- Véhicules admis : automobiles conformes à la réglementation technique en cours des groupes A/FA (y compris les WRC et les Kit-car) , N/FN, F/F2000 et GT de série ; outre l'arrivée des F2000, on notera aussi l'apparition des « FRC » pour « France Rally Car » (il s'agit en fait d'une dérogation accordée par la fédération à Citroën pour faire courir et développer la future Citroën Xsara WRC en championnat).

- Pneumatiques : ils sont limités à un quota de quatorze pneus par épreuve.

- Parcours : le kilométrage total chronométré doit être égal à 220km à plus ou moins 10 % ; le nombre de passages dans une épreuve spéciale est limité à trois ; Un rallye doit être composé d'au minimum dix épreuves chronométrées.

- Reconnaissances : elles sont limitées à quatre passages par épreuve chronométré.

## Rallyes de la saison 2000
| N° | Dates                    | Rallye                    | Vainqueur         | Copilote           | Voiture               |
| 1  | 17 mars-19 mars          | Rallye Lyon-Charbonnières | Philippe Bugalski | Jean-Paul Chiaroni | Citroën Xsara T4      |
| 2  | 31 mars-2 avril          | Rallye du Touquet         | Philippe Bugalski | Jean-Paul Chiaroni | Citroën Xsara T4      |
| 3  | 19 mai-21 mai            | Rallye Alsace-Vosges      | Philippe Bugalski | Jean-Paul Chiaroni | Citroën Xsara T4      |
| 4  | 23 juin-25 juin          | Rallye du Limousin        | Philippe Bugalski | Jean-Paul Chiaroni | Citroën Xsara T4      |
| 5  | 21 juillet-23 juillet    | Rallye du Rouergue        | Philippe Bugalski | Jean-Paul Chiaroni | Citroën Xsara T4      |
| 6  | 31 août-3 septembre      | Rallye du Mont-Blanc      | Philippe Bugalski | Jean-Paul Chiaroni | Citroën Xsara T4      |
| 7  | 28 septembre-1er octobre | Tour de Corse             | Gilles Panizzi    | Hervé Panizzi      | Peugeot 206 WRC       |
| 8  | 20 octobre-22 octobre    | Rallye d'Antibes          | Serge Jordan      | Patrick Pivato     | Renault Maxi Megane   |
| 9  | 10 novembre-12 novembre  | Critérium des Cévennes    | Philippe Bugalski | Jean-Paul Chiaroni | Citroën Xsara T4      |
| 10 | 24 novembre-26 novembre  | Rallye du Var             | Sébastien Loeb    | Daniel Elena       | Citroën Xsara Kit-Car |

## Classement du championnat
| Place | Pilote                  | Voiture                               | 1   | 2   | 3   | 4   | 5   | 6   | 7   | 8   | 9   | 10  | Points |
| ----- | ----------------------- | ------------------------------------- | --- | --- | --- | --- | --- | --- | --- | --- | --- | --- | ------ |
| 1er   | Philippe Bugalski       | Citroën Xsara T4/Citroën Saxo Kit-Car | 1er | 1er | 1er | 1er | 1er | 1er | 16e |     | 1er |     | 180    |
| 2e    | Serge Jordan            | Renault Maxi Megane                   | 3e  | 7e  | 3e  | ab  | 3e  | ab  |     | 1er | 8e  | 2e  | 136    |
| 3e    | Benoît Rousselot        | Renault Maxi Megane                   | 5e  | 4e  | 4e  | 4e  | 5e  | 2e  | 13e | ab  | 5e  | ab  | 118    |
| 3e    | Éric Rousset            | Renault Maxi Megane                   | 4e  | 5e  | 7e  | 3e  | ab  | 4e  |     | ab  | 4e  | 4e  | 118    |
| 5e    | Cédric Robert           | Peugeot 106 S16                       | 16e | ab  |     |     |     |     |     |     |     |     | 79     |
| 5e    | Cédric Robert           | Peugeot 106 Maxi                      |     |     | 10e | ab  | 7e  | ab  |     | 5e  | 7e  | ab  | 79     |
| 6e    | Simon Jean-Joseph       | Subaru Impreza WRC                    | 2e  | ab  | 2e  | 2e  |     |     | 7e  |     |     |     | 76     |
| 7e    | Cyril Henny             | Peugeot 306 Maxi                      | ab  |     | 2e  |     | ab  | 3e  |     |     | 3e  |     | 72     |
| 8e    | Sébastien Loeb          | Renault Maxi Megane                   |     |     |     |     | 4e  | 5e  |     |     |     |     | 67     |
| 8e    | Sébastien Loeb          | Toyota Corolla WRC                    |     |     |     |     |     |     | 9e  |     |     |     | 67     |
| 8e    | Sébastien Loeb          | Citroën Xsara Kit-Car                 |     |     |     |     |     |     |     |     |     | 1er | 67     |
| 9e    | Jean-François Bérenguer | Citroën Saxo Kit-Car                  |     | 8e  |     | 5e  | 12e |     |     |     | ab  | 3e  | 65     |
| 10e   | Gilles Nantet           | Porsche 911 SC Gr F                   | 12e | 9e  | 11e |     | 11e | ab  |     |     | 9e  |     | 58     |

## Autres championnats/coupes sur asphaltes
- Trophée Férodo : 
  - 1er Pascal Enjolras sur Peugeot 306 Maxi avec 78pts
  - 2e  Cyril Henny sur Peugeot 306 Maxi avec 60pts
  - 3e  Eric Fabre sur Citroën Xsara VTS avec 54pts

- Championnat de France des Rallyes-Copilotes :
  - 1er Jean-Paul Chiaroni avec 180pts
  - 2e  Patrick Pivato avec 136pts
  - 3e  Xavier Panseri avec 118pts

- Volant Peugeot 206 WRC : 
  - 1er Nicolas Bernardi avec 160pts
  - 2e  Brice Tirabassi avec 155pts
  - 3e  Jean-Yves Requin avec 128pts

- Challenge Citroën Saxo : 
  - 1er Emmanuel Cauchi avec 226pts
  - 2e  Frédéric Chambonnaud avec 181pts
  - 3e  Thierry Monnet avec 179pts

- Trophée Citroën Saxo Kit-Car : 
  - 1er Jean-François Bérenguer avec 238pts
  - 2e  Fabien Véricel avec 194pts
  - 3e  Gérald Lonjard avec 183pts